# Porto do Mucuripe

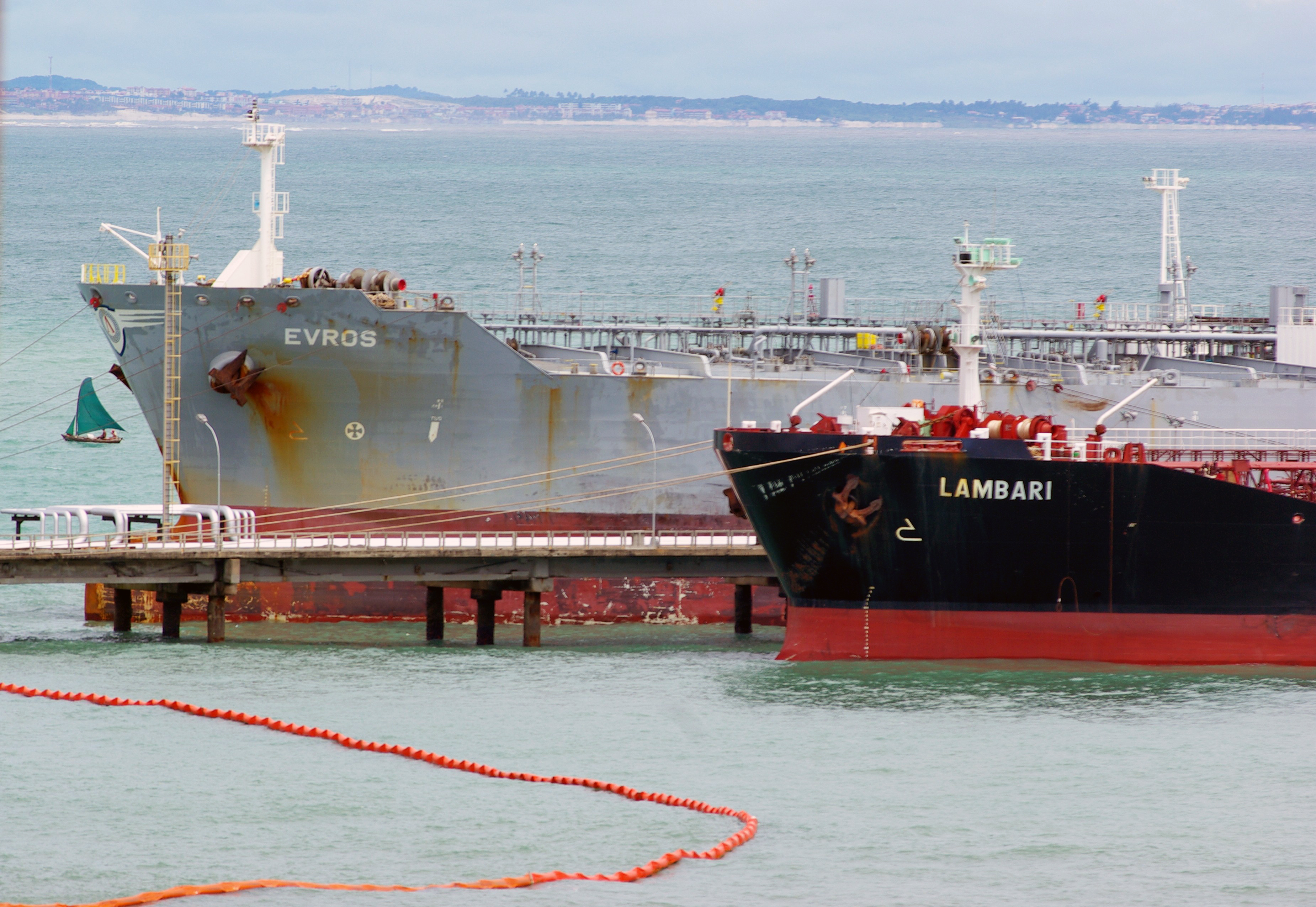
Navios atracados no porto

O Porto do Mucuripe ou Porto de Fortaleza, como é mais conhecido, é um porto da cidade de Fortaleza, no Ceará, no Brasil. Para navegação através de Carta Náutica, utiliza-se a carta Nº 701 elaborada pela Diretoria de Hidrografia e Navegação (DHN) da Marinha do Brasil. O Porto do Mucuripe é um dos principais portos da navegação de cabotagem do Brasil em movimentação de cargas.
De acordo com algumas teorias, a Ponta do Mucuripe teria sido o primeiro local de desembarque de europeus no atual território brasileiro. No caso, o desembarque da expedição espanhola de Vicente Yáñez Pinzón, em 26 de janeiro de 1500, embora na versão tradicional o navegador tenha avistado o Cabo de Santo Agostinho em Pernambuco.

## História
A Ponta do Mucuripe é citada por alguns historiadores como o possível local de desembarque da expedição de Vicente Yáñez Pinzón em janeiro de 1500. Pinzón, ao perceber que o local pertencia a Portugal e não à Espanha, de acordo com o Tratado de Tordesilhas, teria zarpado e seguido viagem no sentido oeste, para a foz do Rio Amazonas, região esta formalmente pertencente à Espanha. Situado na enseada do Mucuripe desde a década de 1950, o Porto de Fortaleza é rico em histórias, ideias e projetos.
O primeiro projeto de porto para Fortaleza surgiu em 1870 pelas mãos de Charles Neate. Seu projeto consistiu na construção de um quebra-mar e sistemas auxliares para a atracação de navios na costa no históricos local da Prainha, ao lado direito da foz do Riacho Pajeú, próximo a Fortaleza de Nossa Senhora de Assunção, onde hoje existe a Praia de Iracema. Neste local foram construídos vários trapiches desde 1804. Em 1875, teve início a construção do projeto de Neate por sir John Hawkshaw. No ano de 1883, teve início a construção do quebra-mar, armazéns,  Prédio da Alfândega de Fortaleza. A construção da Ponte Metálica aconteceu entre 1902 e 1906. A famosa Ponte dos Ingleses foi construída em 1921. Como o local escolhido e no qual foi construído mostrou-se inviável às atividades portuárias, foram feitos estudos e projetos para um novo local para o Porto de Fortaleza. Em 1908, uma comissão chefiada pelo engenheiro Manoel Carneiro de Souza Bandeira começou uma minuciosa e completa pesquisa na Prainha e na Enseada do Mucuripe, para levantamentos topohidrográficos e para estudo do regime dos ventos, das marés, das correntes e dos movimentos das areias. Já em 1910, foi publicado relatório apresentando os resultados de todos os trabalhos realizados e do estudo para desenvolvimento de um projeto de melhoramento da estrutura portuária. Em 1929, o Departamento de Portos, Rios e Canais tinha planos de realizar estudos sobre o porto de Fortaleza. Esta tarefa coube ao engenheiro Augusto Hor Meyll. Com base nos estudos feitos em Fortaleza, o Dr. Hor Meyll apresentou, a 21 de janeiro de 1930, o seu projeto de construção do porto de Fortaleza na enseada de Mucuripe. A enseada do Mucuripe oferecia vantagens extraordinárias, inclusive o fato que esta localiza-se seis quilômetros da capital. Na época Meyll diz em frase que ficou famosa : "Ou temos o porto na Enseada de Mucuripe, ou nunca teremos um porto em Fortaleza."
Em 24 de abril de 1932, chega a Fortaleza para fiscalizar as obras de quebra-mar no Mucuripe, o engenheiro Miranda de Carvalho, técnico da Inspetoria de Portos.
Getúlio Vargas, com o Decreto-Lei 544, de 7 de julho de 1938, decidiu sobre a localização do novo porto de Fortaleza definindo a Enseada do Mucuripe como o novo local. No ano seguinte, 1939, foi instalado o canteiro de obras para construção do primeiro trecho de cais. Foram construidos 426 metros de cais acostável ao Porto de Fortaleza pela Companhia Nacional de Construções Civis e Hidráulicas. Em 1952, foram construídos os armazéns A-1 e A-2. Em 1953, deu-se a atracação do Vapor Bahia, primeiro navio a atracar no novo porto. No decorrer do ano de 1964, deu-se a construção do armazém A-3, bem como foram iniciados os trabalhos de construção da estação de passageiros, do muro de fechamento e do cais 8 metros de profundidade. Em 1968, foram inaugurados o armazém A-4, o prolongamento do cais de 10 metros de profundidade e a estação de passageiros. Na década de 1980, em 1980, foi inaugurado o cais pesqueiro; em 1982, foi inaugurado o píer petroleiro do porto e, em 1984, o armazém A-5.
Na década de 90, o porto era projetado para ser expandido para a Praia do Futuro.

## Movimentação anual
| Ano  | Movimentação (em toneladas) |
| ---- | --------------------------- |
| 2002 | 2.890.357                   |
| 2003 | 2.987.546                   |
| 2004 | 3.008.916                   |
| 2005 | 3.225.747                   |
| 2006 | 3.403.762                   |
| 2007 | 3.278.274                   |
| 2008 | 3.442.204                   |
| 2009 | 3.451.309                   |
| 2010 | 4.337.849                   |
| 2011 | 4.309.971                   |
| 2012 | 4.603.209                   |
| 2013 | 5.160.708                   |
| 2014 | 5.351.406                   |
| 2015 | 4.675.410                   |
| 2016 | 4.632.848                   |
| 2017 | 4.884.004                   |
| 2018 | 4.771.032                   |
| 2019 | 4.379.885                   |
| 2020 | 4.903.940                   |
| 2021 | 4.842.366                   |
| 2022 | 4.289.479                   |
| 2023 | 4.541.317                   |
| 2024 | 4.829.301                   |

## Terminal de Passageiros

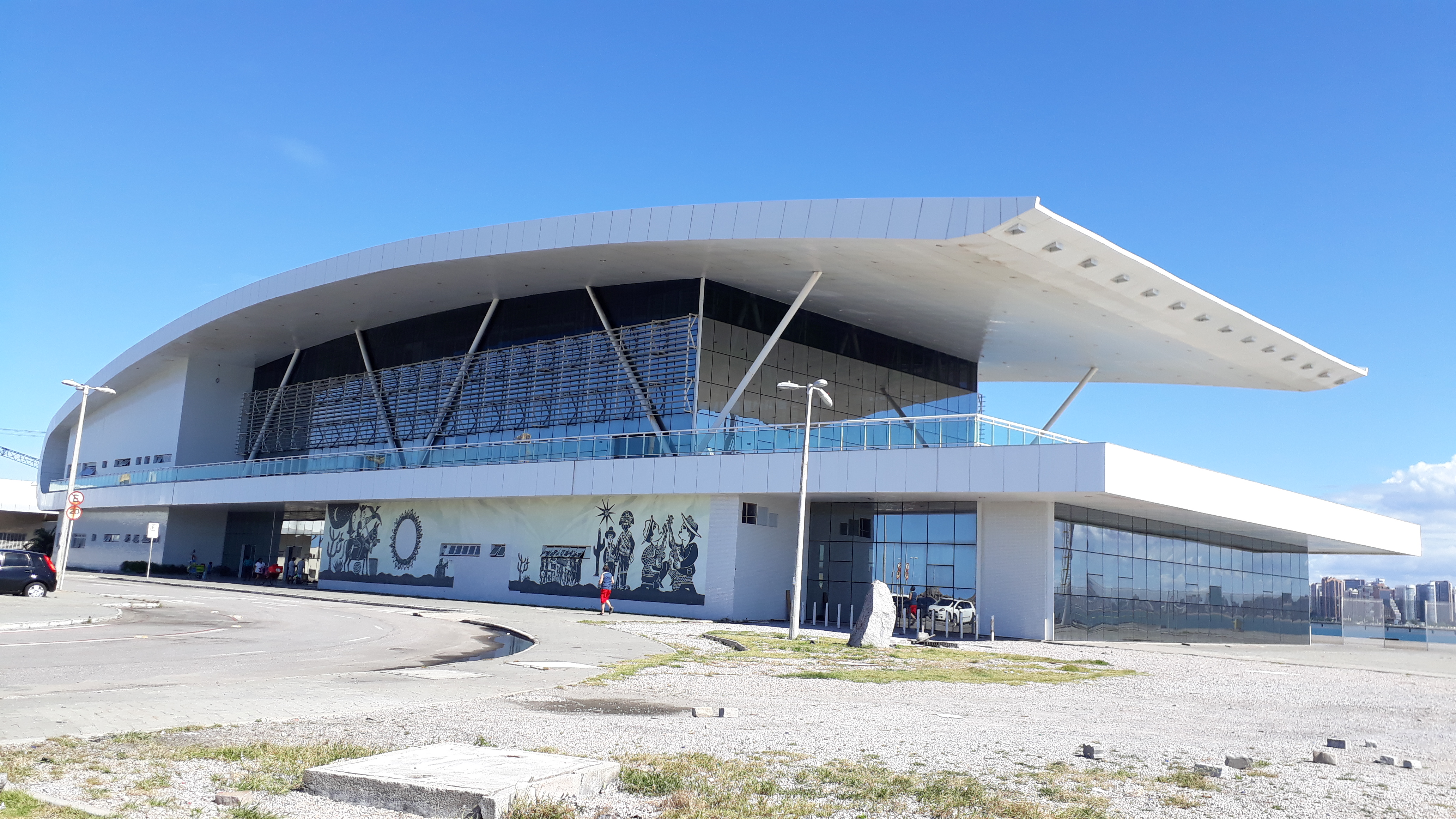
Terminal de Passageiros do Porto do Mucuripe

No dia 16 de Junho de 2014 foi inaugurado o terminal de passageiros do porto do Mucuripe. O terminal tem capacidade para receber cerca de 4.500 passageiros por turno, para embarque ou desembarque. O novo complexo, que tem 350 metros de extensão e 13 metros de profundidade, recebeu investimentos de R$ 205 milhões. O valor inclui obra civil, utilidades, mobiliário operacional, licenciamento e compensação ambiental, indenizações, fiscalização e aquisição de equipamentos (scanner, circuito fechado de televisão, raio X, elevador, escada rolante, defensas, entre outros). O novo terminal de passageiros de Fortaleza, que está previsto na Matriz de Responsabilidades para a Copa do Mundo, é adequado para receber os principais cruzeiros do mundo. Além disso, o prédio da estação de passageiros poderá ser adaptado para a realização de eventos, como exposições de arte ou lançamentos de livro.

## Galeria

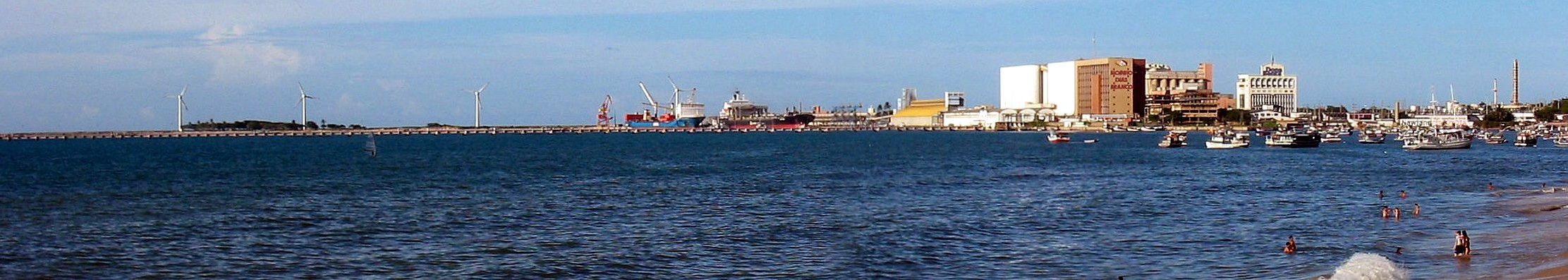
Com o porto ao fundo, podem-se ver as torres eólicas à esquerda e navios atracados no centro, assim como os moinhos de trigo. Na direita da foto, as embarcações pesqueiras e jangadas do Mucuripe.

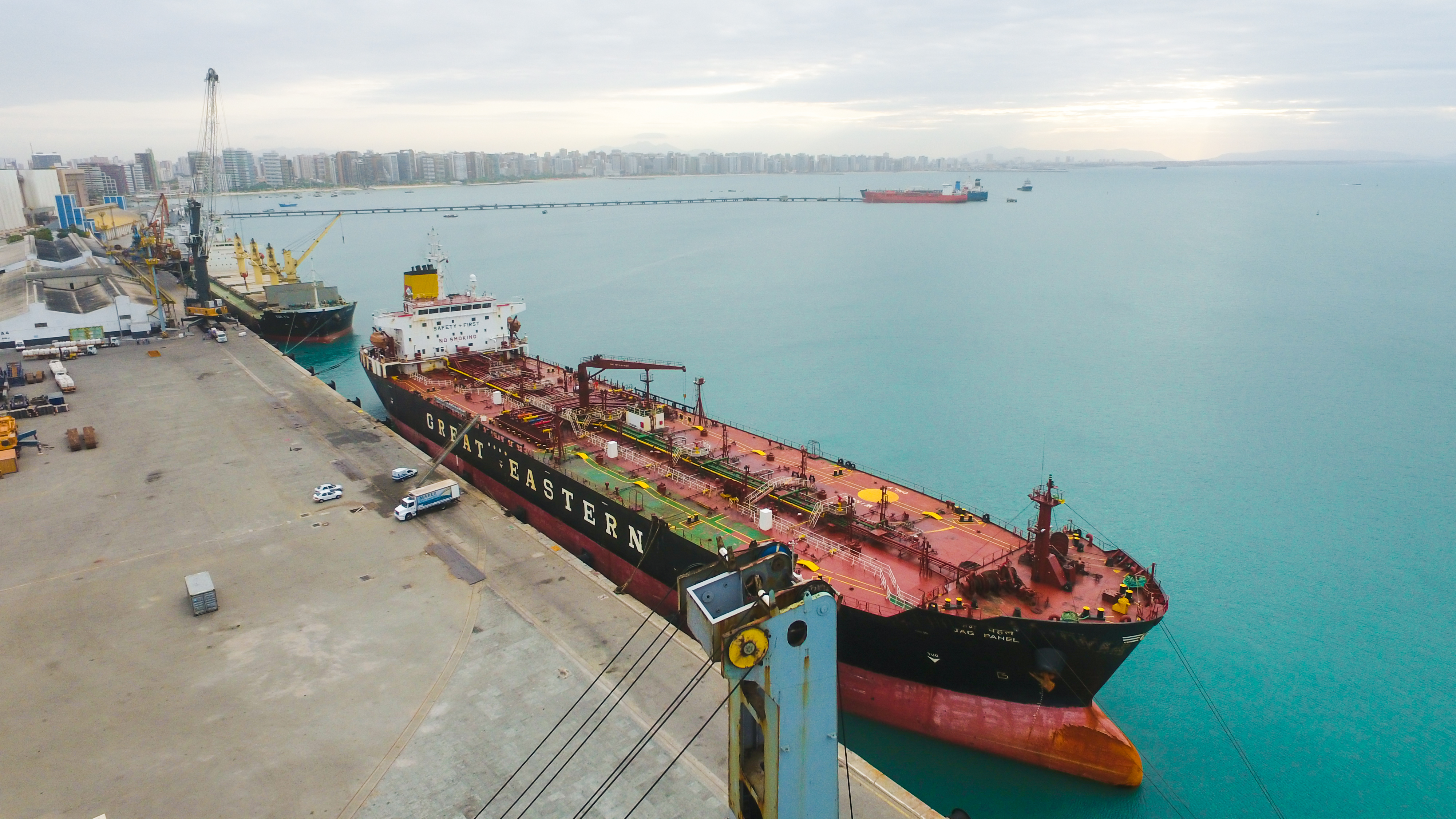
Porto do Mucuripe e Fortaleza ao fundo.
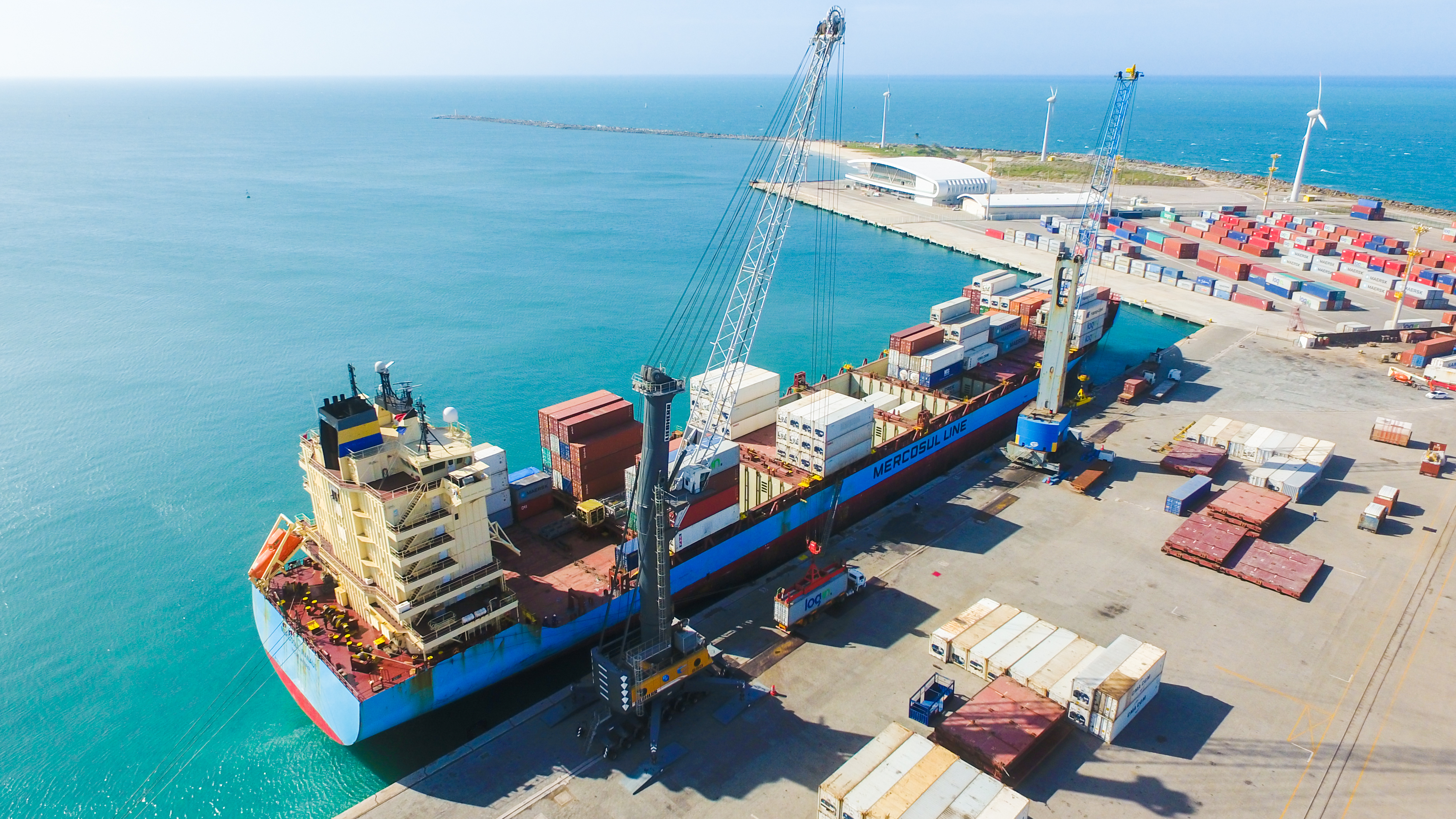
Navio da Mercosul Line ancorado no berço 105.
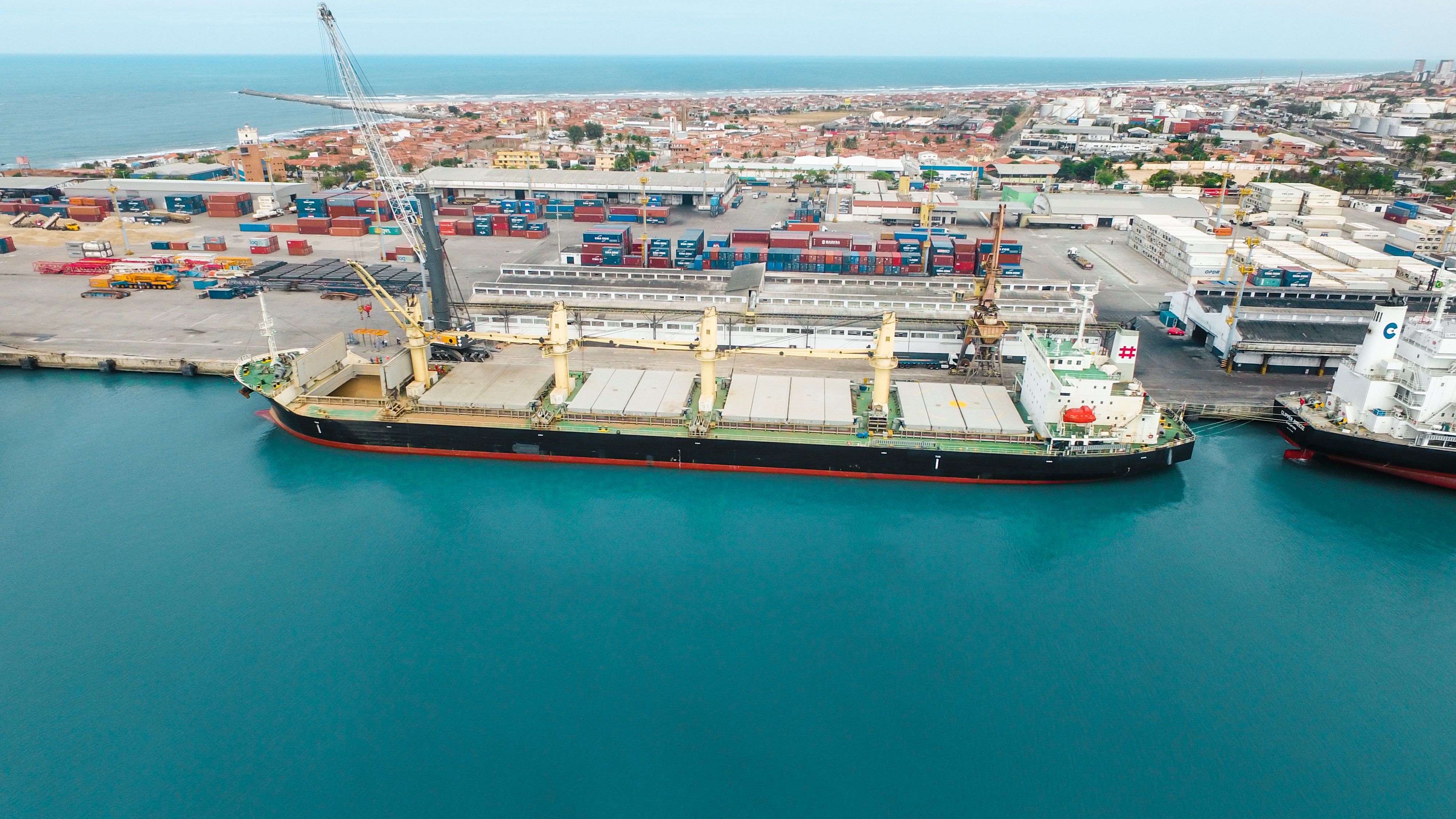
Navios ancorados nos berços 104 e 103.
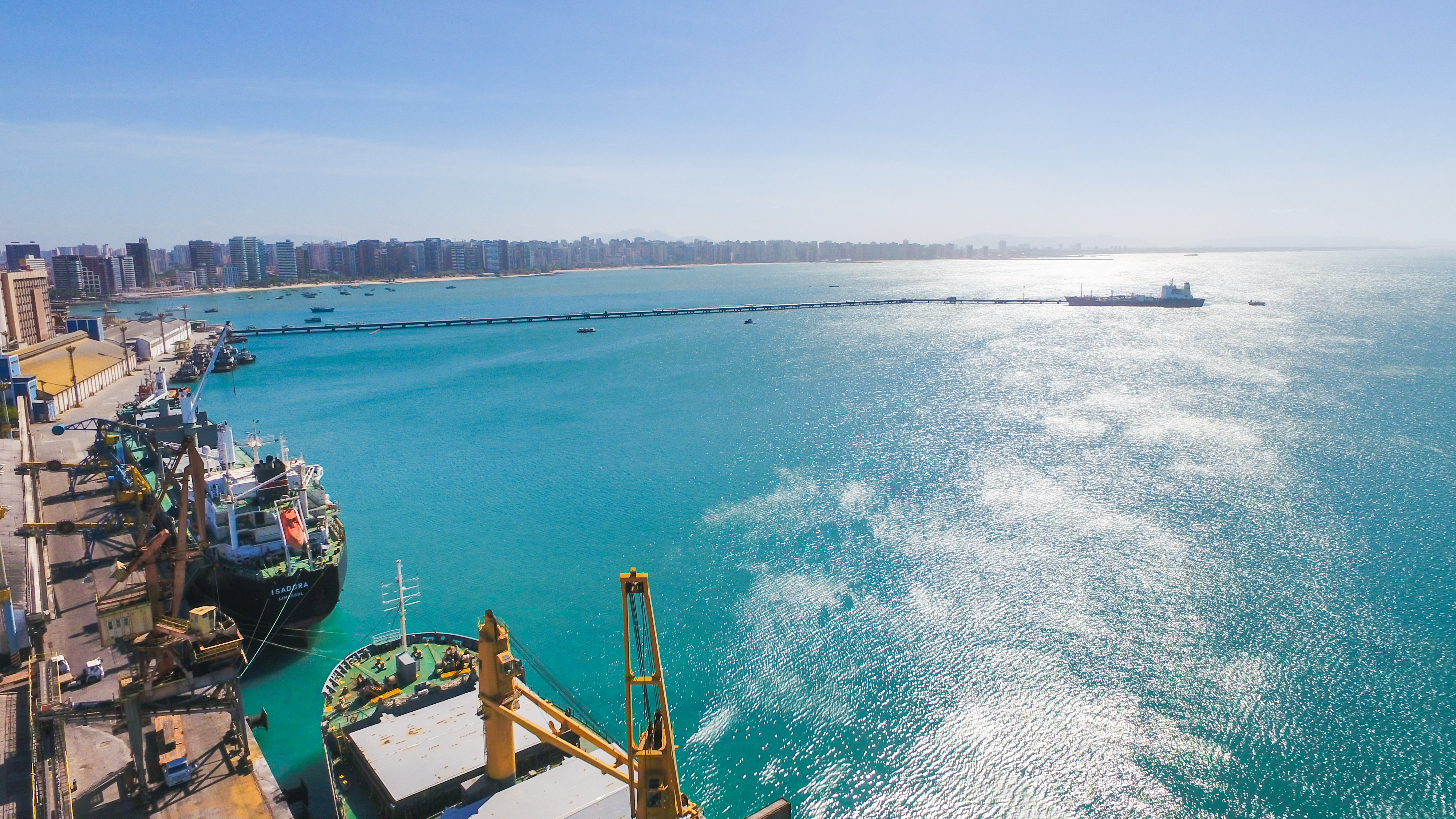
Berços 201 e 202 no Píer Petroleiro.
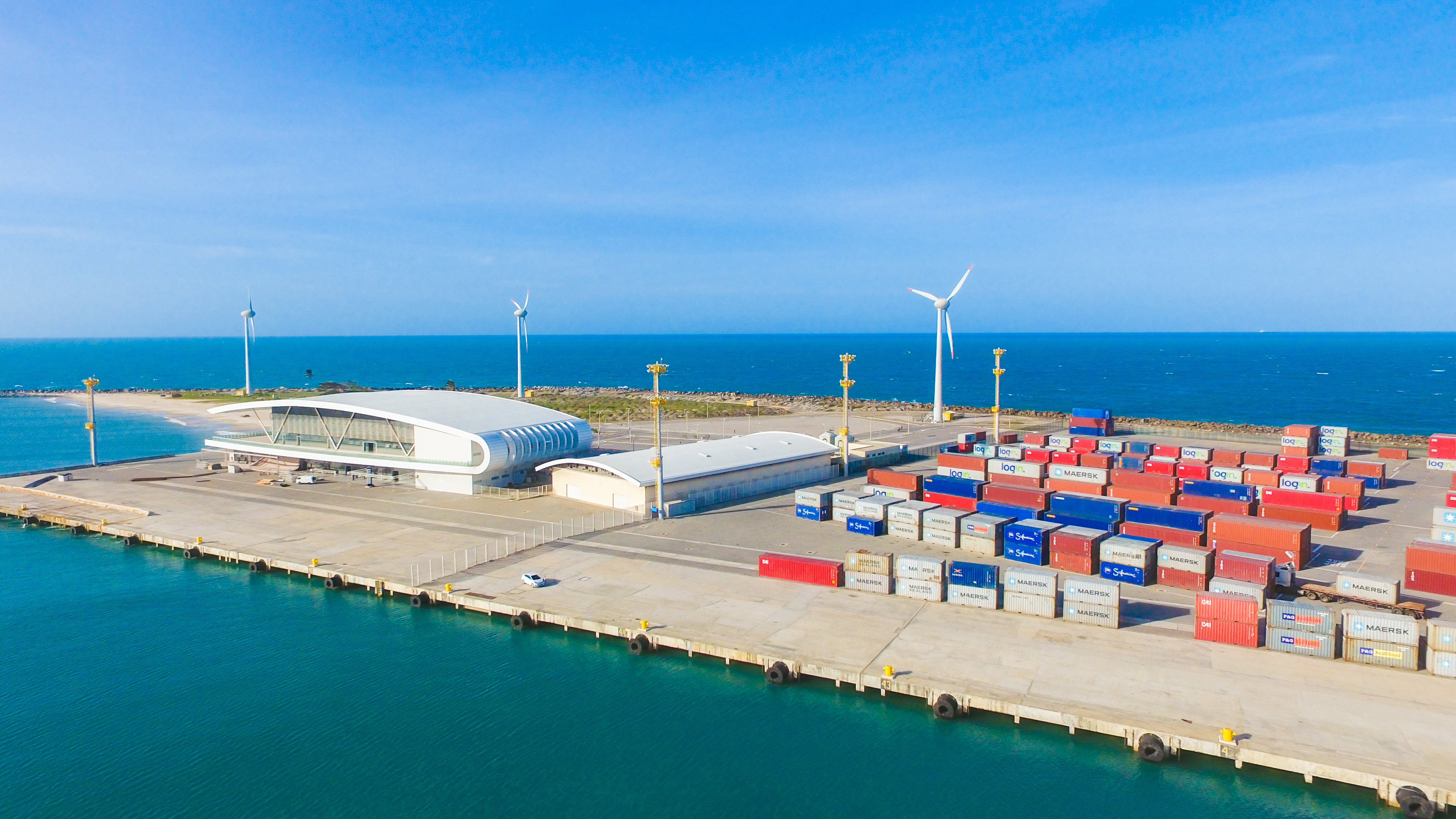
Terminal de Passageiros do Porto de Fortaleza
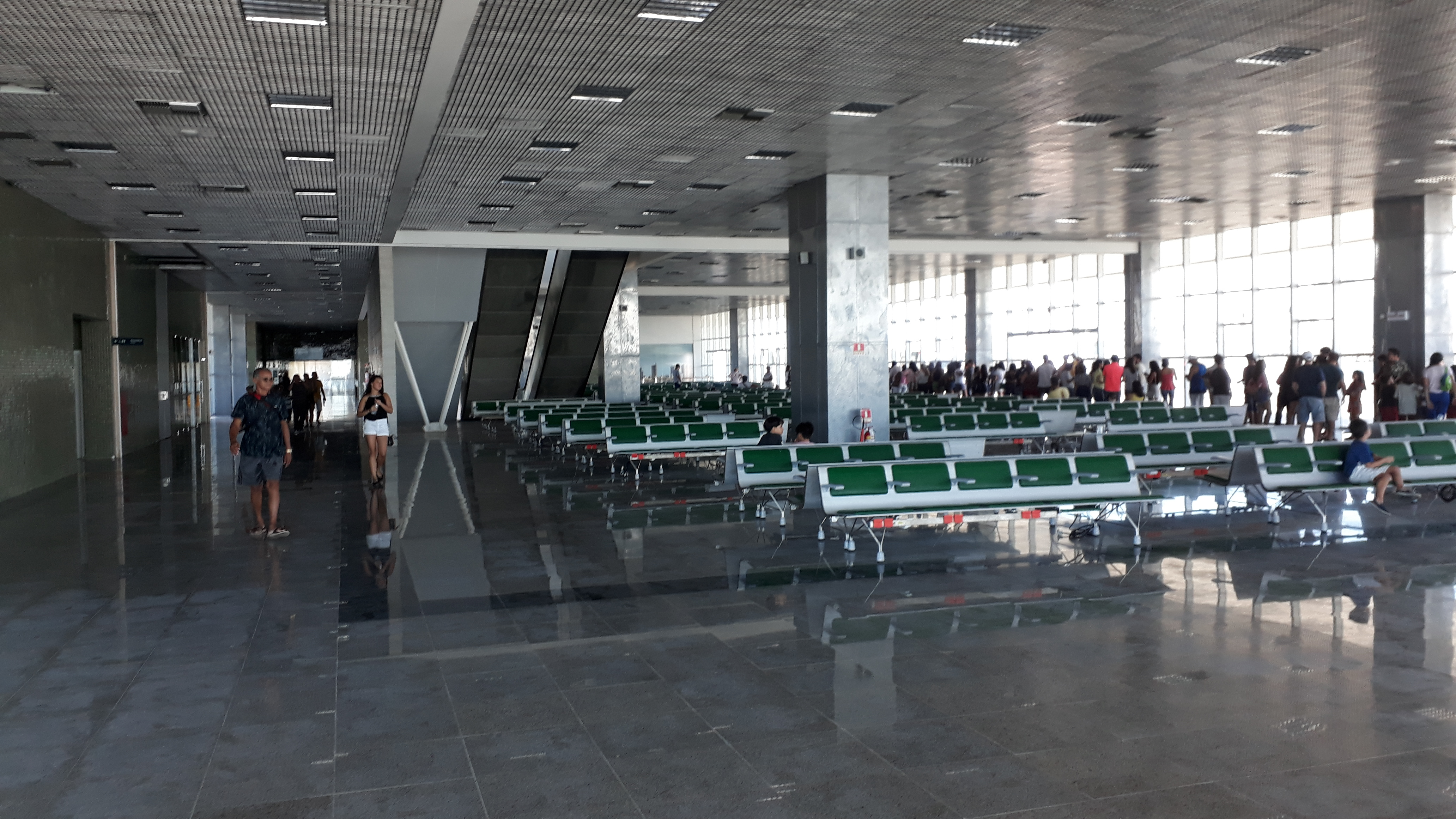
Área interna do terminal de passageiros.